# Wielki Kamień (Kamienie Brodzińskiego)
Wielki Kamień – skała w grupie Kamieni Brodzińskiego, znajdująca się na granicy wsi Rajbrot i Lipnica Murowana w województwie małopolskim, w powiecie bocheńskim, w gminie Lipnica Murowana. Pod względem geograficznym rejon ten należy do Pogórza Wiśnickiego w obrębie Pogórza Zachodniobeskidzkiego.
Wielki Kamień jest największą skałą w grupie Kamieni Brodzińskiego. Skały te znajdują się w lesie na szczytowych partiach góry Paprocka (także Paprotna), na obszarze Wiśnicko-Lipnickiego Parku Krajobrazowego i od 1962 roku są pomnikiem przyrody.
Wielki Kamień to najwyżej położona piaskowcowa skała. Znajduje się na skalnej platformie o powierzchni około 120 m². Skała ma kształt baszty, wysokość ok. 10 m i długość 16 m. Jej ściany są pionowe, lub przewieszone. Tylko od wschodniej strony tworzy stopnie, po których bez większych trudności można wspiąć się na jej płaski niemal wierzchołek tworzący platformę. Na kamieniu tym w wydawałoby się zupełnie nie nadającym się dla roślin miejscu rosną młode drzewka sosny i brzozy. Wierzchołkowa płyta kamienia zryta jest licznymi wykutych w niej napisami przez domorosłych „rzeźbiarzy”, a boki pokryte „graffiti”.
Wielki Kamień ma budowę warstwową. Jego dolna część to gruba ławica piaskowca, tego samego, który buduje trzy stojące niżej skały zwane Okrętem (w przewodniku wspinaczkowym jest to dwuczęściowa Pęknięta i Skocznia). Położona wyżej warstwa piaskowca ma powstałe wskutek selektywnego wietrzenia różne typy warstwowania. Jest ono dobrze widoczne na starych fotografiach, ale obecnie porastające skałę mchy i porosty zacierają to warstwowanie. Przyczyną ich rozwoju jest zacienienie spowodowane przez las. Dawniej teren ten był bezleśny, zajęty przez pola uprawne, i widok ze szczytu Kamieni Brodzińskiego był rozległy.

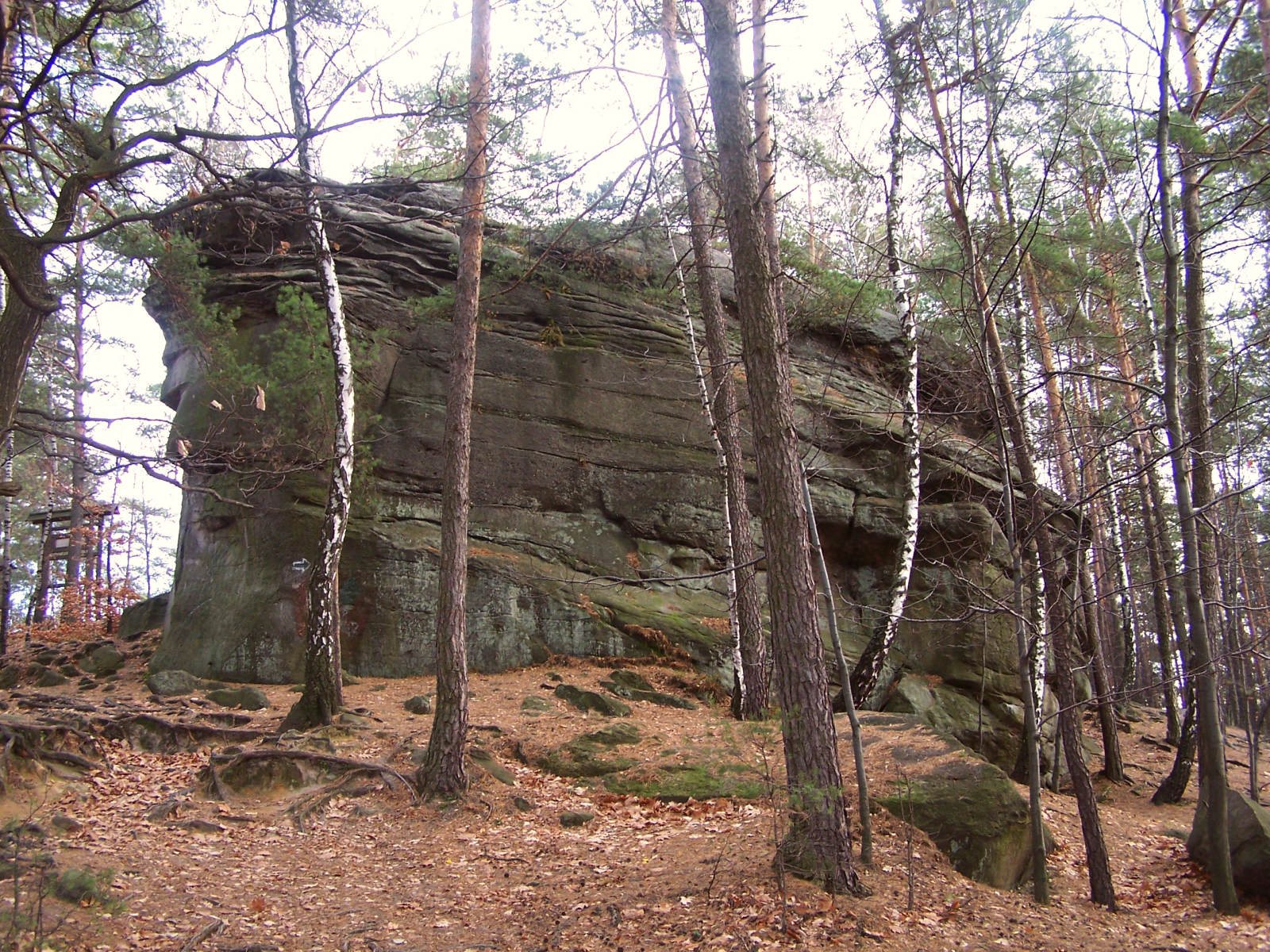
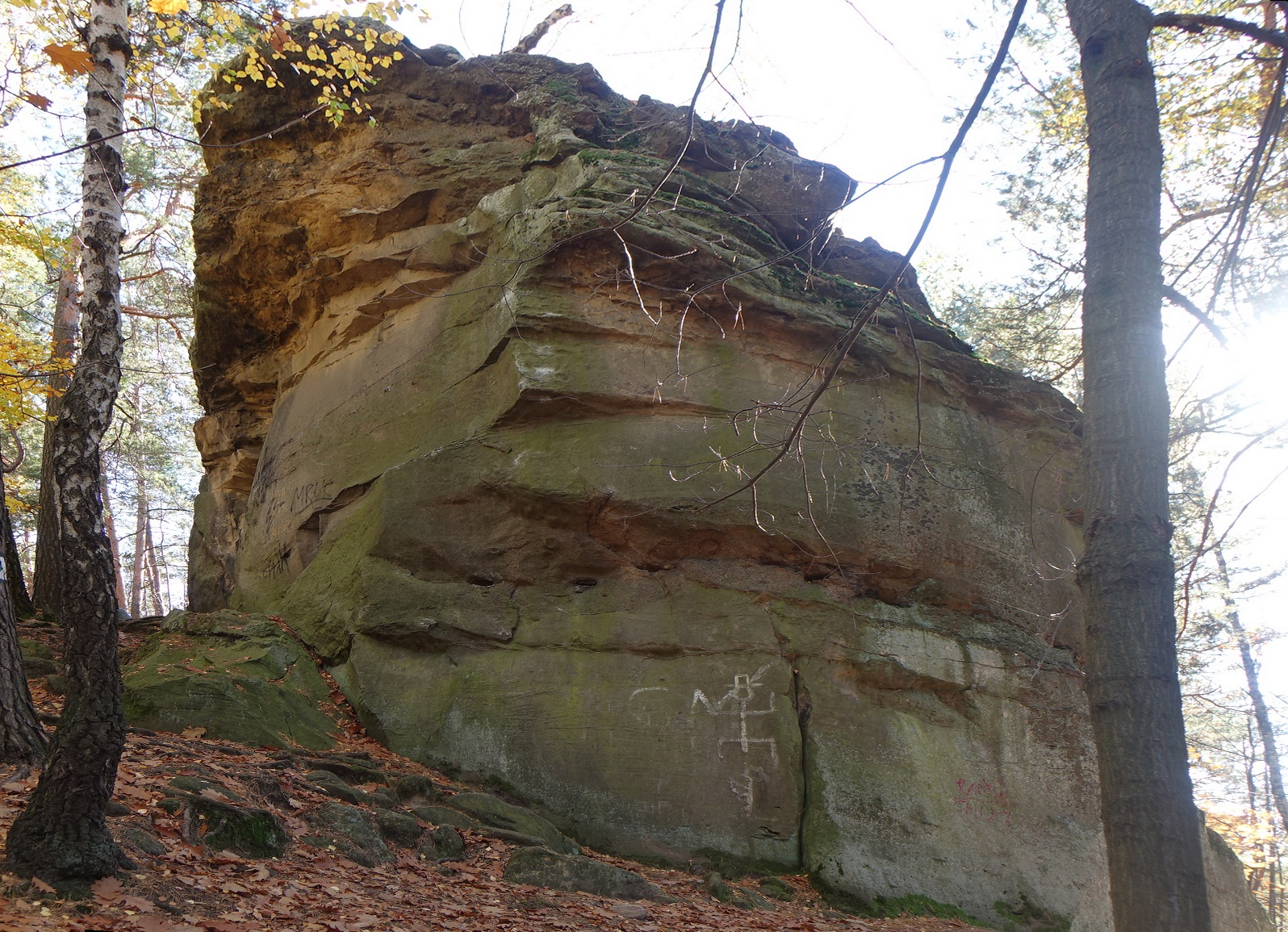
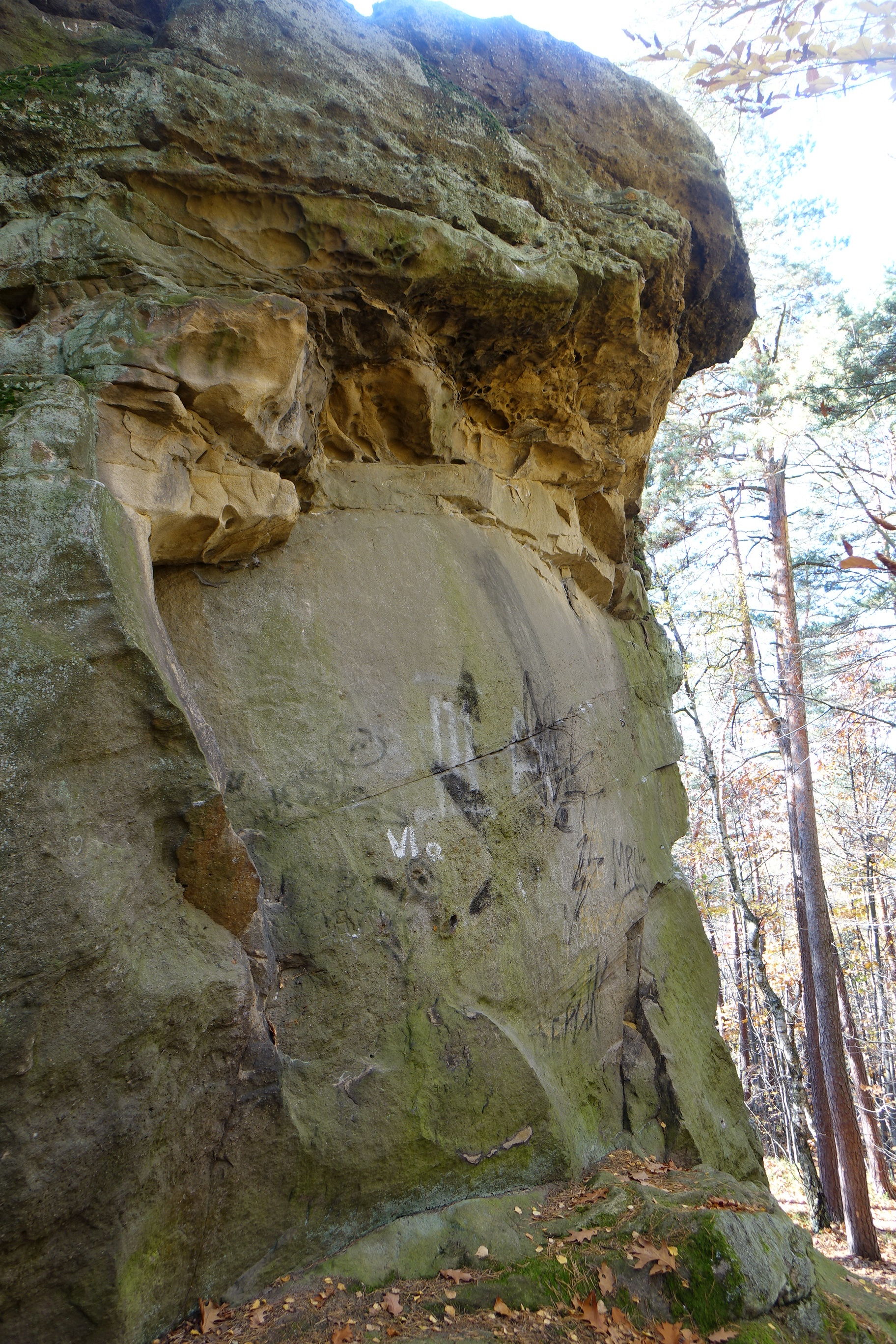
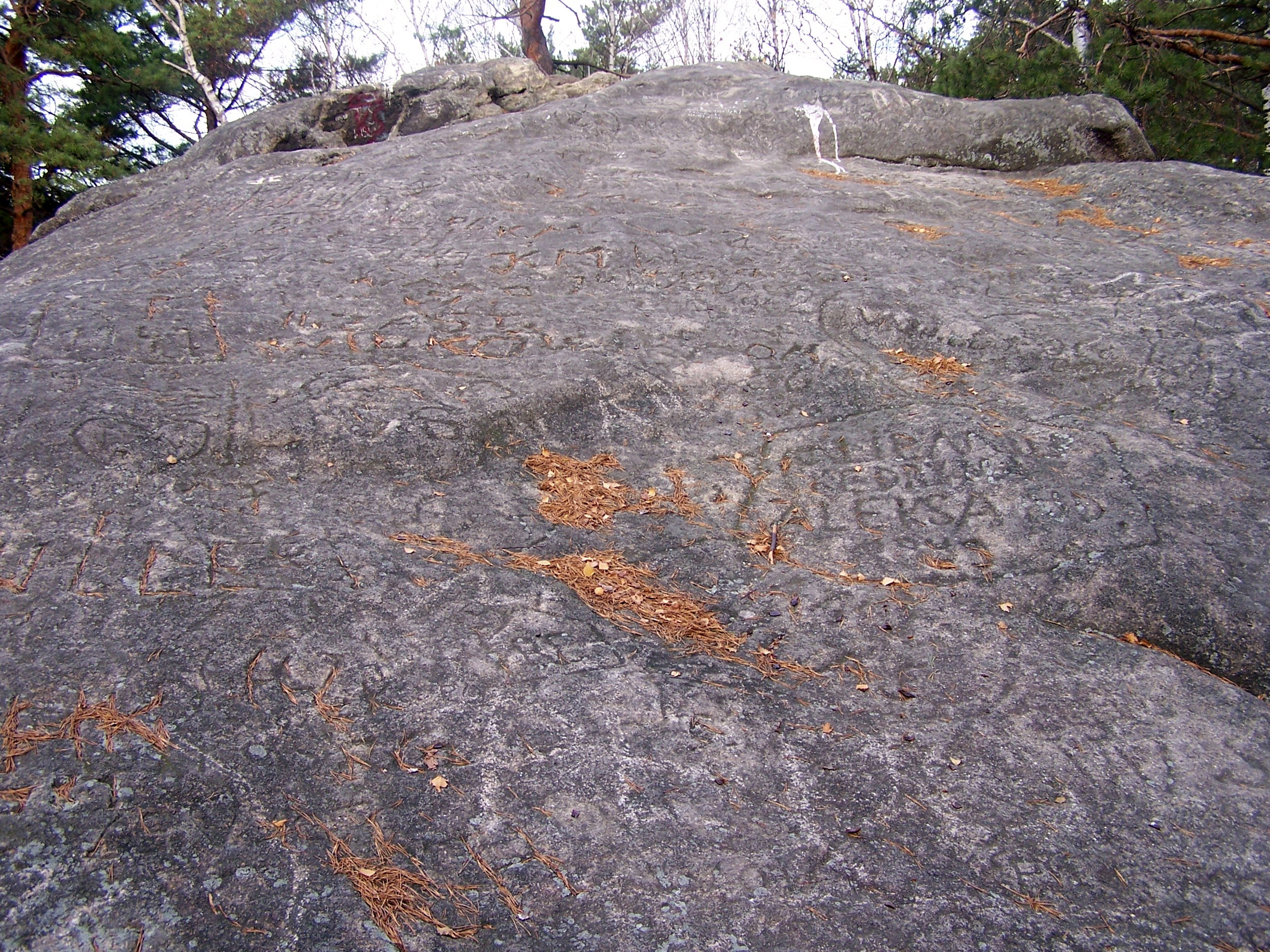
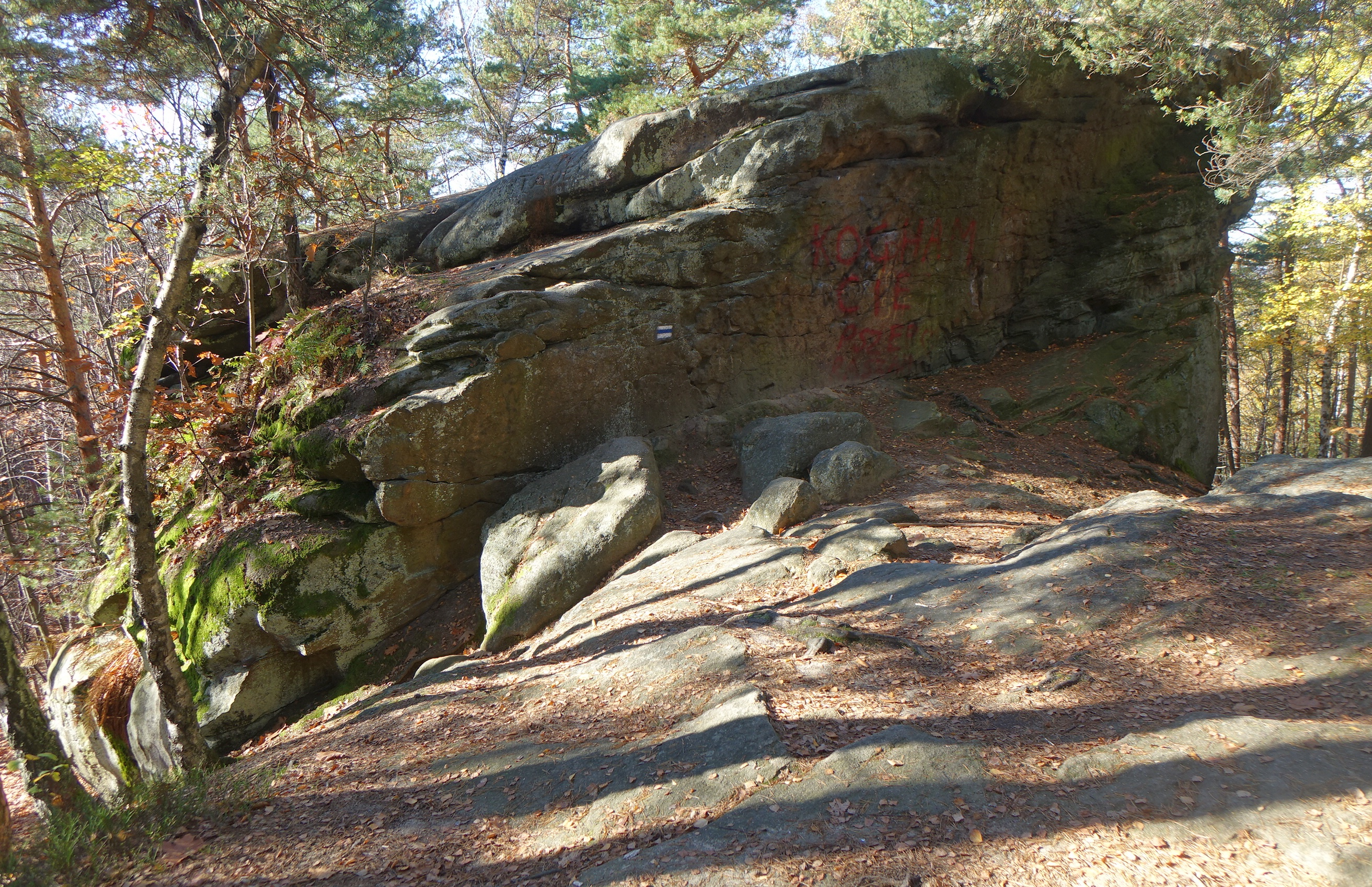
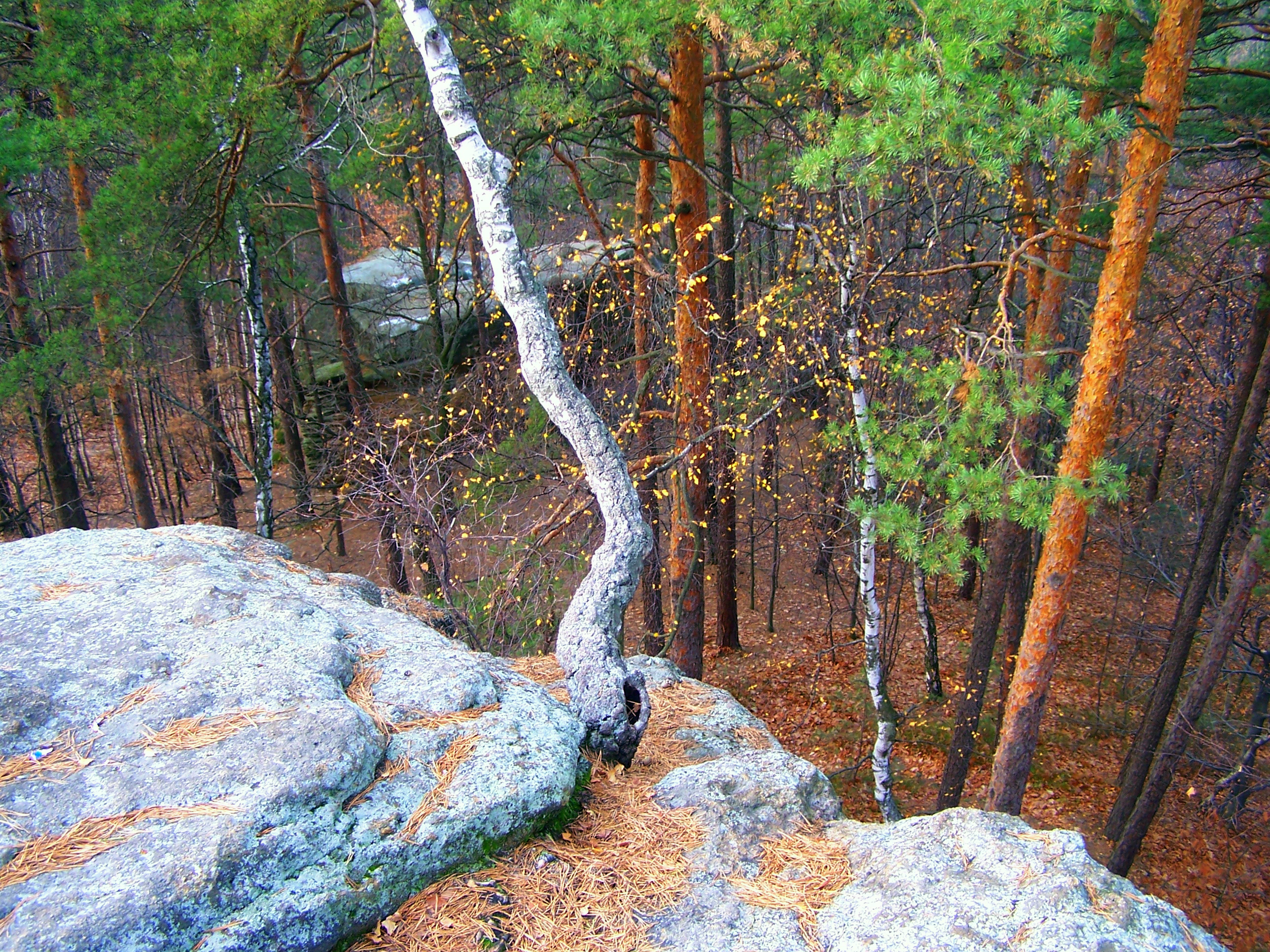
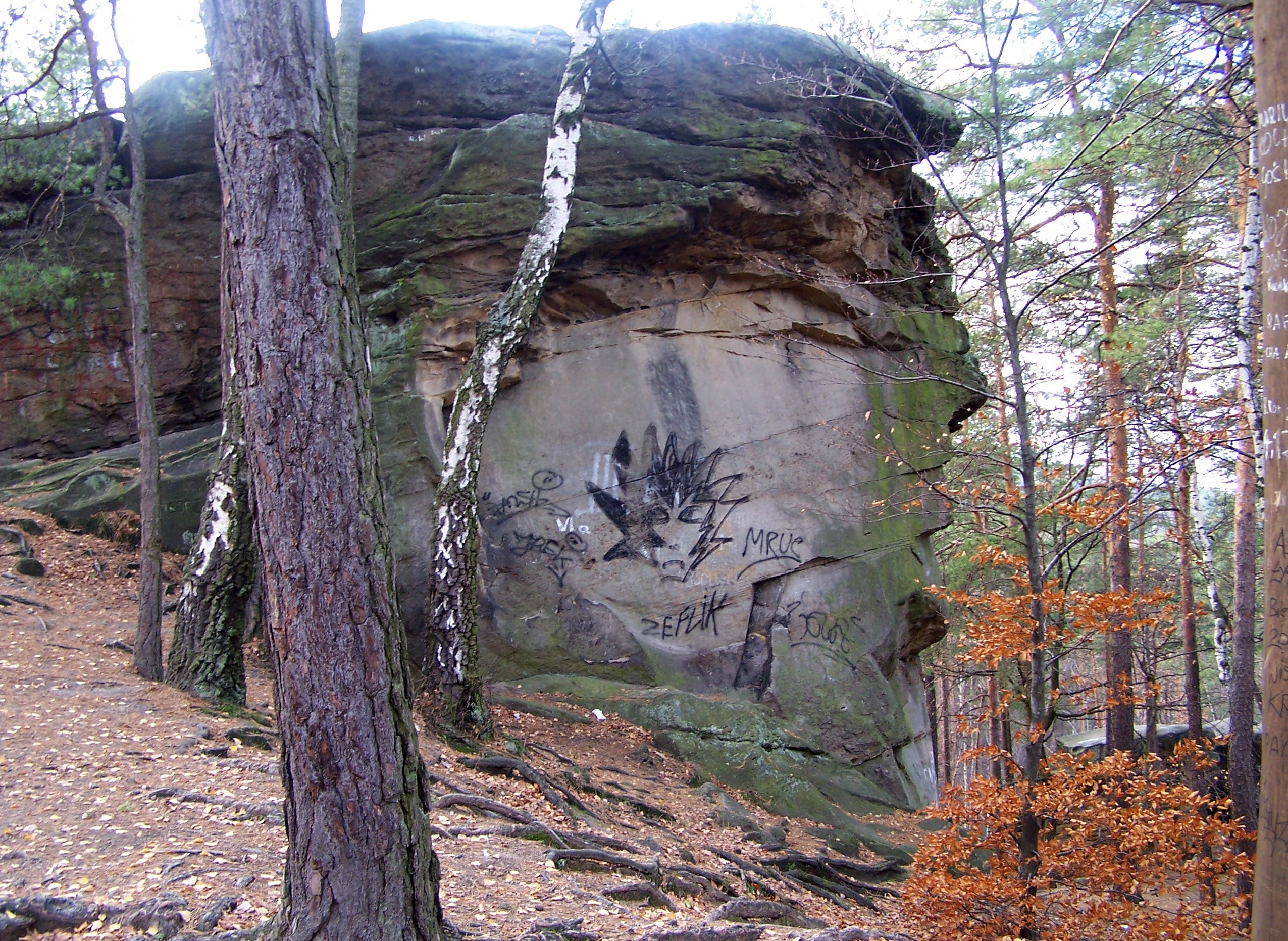

Na części południowej ściany Wielkiego Kamienia uprawiany jest bouldering. Wspinano się tutaj już w latach 90. XX wieku. Jest 13 dróg wspinaczkowych o trudności od 6a do 7 c w skali francuskiej. Start do wszystkich z pozycji stojącej lub siedzącej. Skała jest dobrej jakości, lądowisko dość płaskie.

1. Kobylany pany; 6a
2. Mogilany pany; 6a
3. Parao; 6a
4. Grand start; 6a
5. Leszcz; 6c
6. Medusa; 6a
7. Ośmiornica; 6b
8. King Kong; 7a+
9. Hemp-Gru; 7b
10. Topik; 7c
11. QQ; 6a
12. Kabul; 6c
13. Mexusa; 6b[4].

## Szlaki turystyczne
Do Kamieni Brodzińskiego najłatwiej dojść można ścieżką od położonej przy drodze nr 966 restauracji „Zajazd pod Kamieniem” (10 min).
 Bochnia – Nowy Wiśnicz – Kamień-Grzyb – Kamienie Brodzińskiego – Rajbrot – Łopusze – Przełęcz Rozdziele – Widoma – góra Kamionna – Pasierbiecka Góra – Tymbark.
 tworząca zamknięta pętlę ścieżka dydaktyczna. Ma początek przy drodze nr 966, obok restauracji „Zajazd pod Kamieniem”.